# Monte Alverne
Monte Alverne är en bergstopp i Brasilien.   Den ligger i kommunen Quixadá och delstaten Ceará, i den östra delen av landet, 1 500 km nordost om huvudstaden Brasília. Toppen på Monte Alverne är 500 meter över havet.
Terrängen runt Monte Alverne är kuperad åt nordväst, men åt sydost är den platt.Närmaste större samhälle är Quixadá, 15,4 km öster om Monte Alverne. 
Omgivningarna runt Monte Alverne är huvudsakligen savann. Runt Monte Alverne är det ganska glesbefolkat, med 29 invånare per kvadratkilometer.